# Bannio Anzino
Bannio Anzino là một đô thị ở tỉnh Verbano-Cusio-Ossola trong vùng Piedmont, có cự ly khoảng 100 km về phía đông bắc của Torino và khoảng 40 km về phía tây của Verbania. Tại thời điểm ngày 31 tháng 12 năm 2004, đô thị này có dân số 570 người và diện tích là 39,1 km².
Bannio Anzino giáp các đô thị: Calasca-Castiglione, Carcoforo, Ceppo Morelli, Fobello, Rimella, Vanzone con San Carlo.